# Anime News Network
Anime News Network (ANN) é um sítio em inglês informando sobre animes, mangas, pop japonês e outros assuntos relacionados com a cultura otaku. O site foi criado em julho de 1998 por Justin Sevakis.
O site apresenta notícias, entrevistas, resenhas e colunas editorias relacionadas, e fornece fóruns e blogs para discussões. No site é integrado uma lista de títulos de animes e mangas indicando para empresas e pessoas envolvidas na produção. Estas e outras informações são acessíveis através de uma titulada "enciclopédia" com mais de 10 900 entradas sobre animes e mangas, 77 000 entradas sobre pessoas e 8 000 entradas sobre empresas e produtoras envolvidas, entre outros.[carece de fontes?]
Desde outono de 2004, a ANN publica a revista de anime e mangá Protoculture Addicts. Em setembro de 2004 foi o site da semana do boletim informativo online Sci Fi Weekly do Sci Fi Channel. Em janeiro de 2007 foi lançada uma versão para a Austrália.
Foi considerado um dos melhores TOP 25 sites de anime pelo site Active Anime em fevereiro de 2008.